# José Antonio Rodríguez Fernández
José Antonio Rodríguez Fernández (* 23. März 1912 in Havanna; † im 20. oder 21. Jahrhundert) war  ein kubanischer Fußballspieler.

## Karriere

### Vereine
Rodríguez gehörte von 1935 bis 1938 CD Centro Gallego an, für den er in der Campeonato Nacional de Fútbol de Cuba, der höchsten Spielklasse im kubanischen Fußball, in vier Spieljahren Punktspiele bestritt und in seinen letzten beiden Spieljahren jeweils die Meisterschaft gewann.
Nach Einführung der mexikanischen Profiliga zur Saison 1943/44 wurde er vom dortigen Erstligisten CF Asturias verpflichtet und gewann mit den Asturianos auf Anhieb deren dritte und zugleich auch letzte Meisterschaft. Zur Saison 1944/45 wechselte er ausgerechnet zum „spanischen“ Erzrivalen Real Club España, mit dem er am Saisonende die Meisterschaft gewann; für den Verein war es der insgesamt 15. und letzte Meistertitel in der Geschichte der Españistas seit 1914.

### Nationalmannschaft
Nachdem die Nationalmannschaft Kubas in der Qualifikation für die Weltmeisterschaft 1934 in Italien in der Gruppe 11, für Nord- und Mittelamerika an der Nationalmannschaft Mexikos in der Runde zwei gescheitert war, ereilte Rodríguez und seine Mannschaft das Glück – ohne ein Qualifikationsspiel bestritten zu haben – das erste Mal bei einer Weltmeisterschaft vertreten zu sein. Die US-amerikanische Nationalmannschaft, Mitbewerber in Gruppe A, verzichtete auf eine Spielaustragung gegen Kuba, sowie alle vier Nationalmannschaften, die in Gruppe B gesetzt waren. Zum Aufgebot für die WM-Endrunde gehörend, kam Rodríguez in drei Turnierspielen zum Einsatz. Das Achtelfinale endete mit 3:3 unentschieden gegen die Nationalmannschaft Rumäniens und wurde im Wiederholungsspiel mit 2:1 gewonnen. Gegen die Nationalmannschaft Schwedens, die kampflos und somit entspannt ins Viertelfinale gelangte, unterlagen elf entkräftete Kubaner, von denen nur Juan Alonzo und Pedro Ferrer nicht in den beiden Spielen gegen Rumänien eingesetzt waren, am 12. Juni 1938 im Stade du Fort Carré von Antibes vor 7000 Zuschauern mit 0:8.

## Erfolge
Nationalmannschaft
- Teilnehmer an der Weltmeisterschaft 1938

CD Centro Gallego
- Kubanischer Meister 1937, 1938

CF Asturias
- Mexikanischer Meister 1944

Real Club España
- Mexikanischer Meister 1945